# Georg Lichtenberg (Politiker)
Georg Justus Wilhelm Ludwig Lichtenberg (* 26. März 1852 in Hannover; † 21. Mai 1908 ebenda) war ein deutscher nationalliberaler Politiker, Landesdirektor/Landeshauptmann in der Verwaltung der Provinz Hannover und Bürgermeister von Linden.

## Leben

### Familie
Lichtenberg war Sohn des hannoverschen Kultusministers und späteren Präsidenten des Landeskonsistoriums Carl Lichtenberg. Sein Urgroßvater war der Physiker und Schriftsteller Georg Christoph Lichtenberg, sein Bruder und Nachfolger als Bürgermeister in Linden (bis 1901) Karl Lichtenberg (* 29. April 1862).

### Werdegang

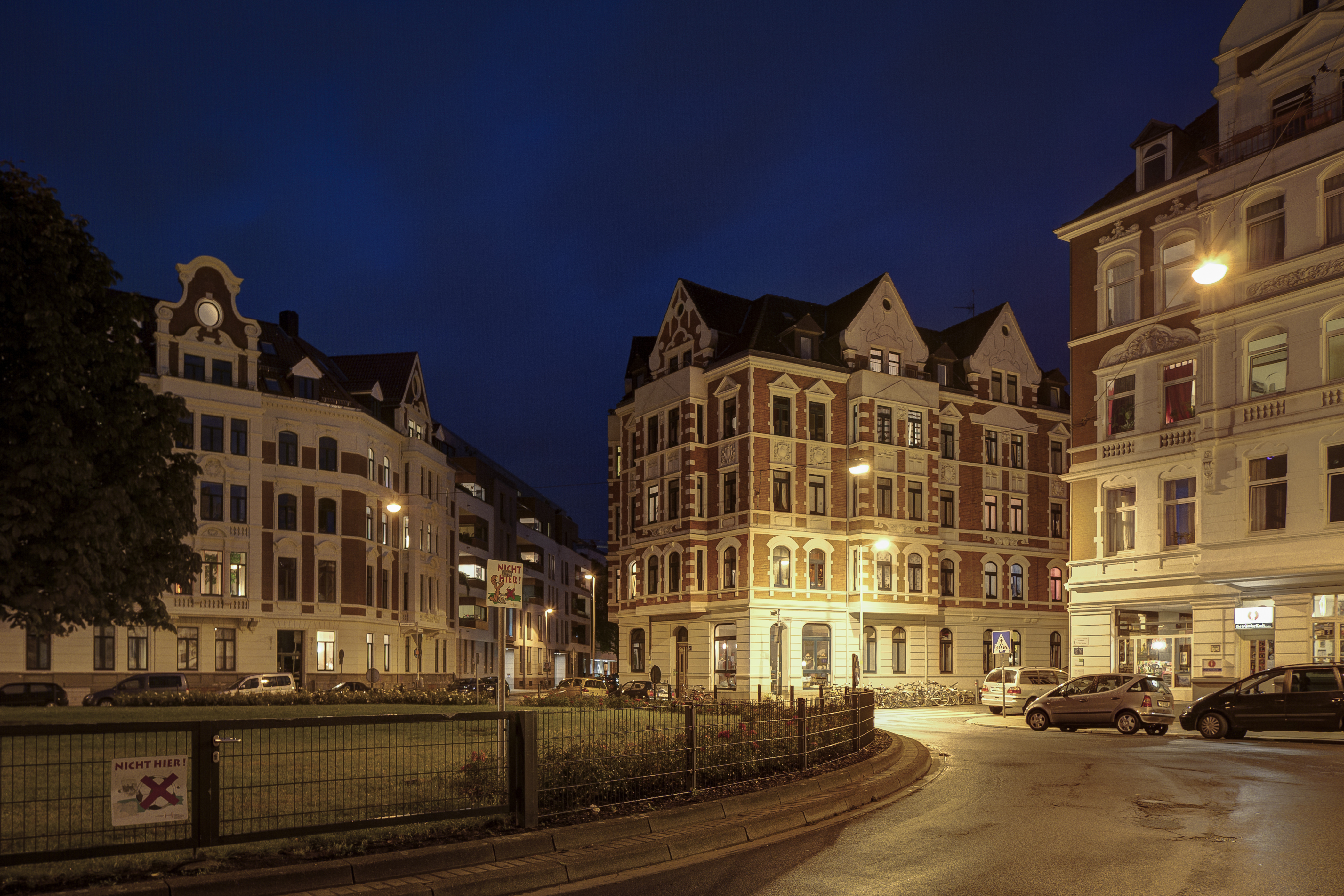
Der Lichtenbergplatz, 1910 nach dem Bürgermeister benannt, in dessen Amtszeit „Linden 1885 die Stadtrechte“ erhielt

Nach dem Besuch des Lyzeums von 1858 bis 1870 studierte Georg Lichtenberg ab 1870 Jura an den Universitäten in Heidelberg, Leipzig und Göttingen, wo er mit Promotion abschloss. 1882 wurde er erst zum juristischen Senator in Hannover gewählt, am 29. März 1883 zum Bürgermeister des Dorfes Linden. In seiner Amtszeit erhielt Linden 1885 die Stadtrechte.
Im Jahr 1891 stellte sich Lichtenberg zur Wahl des Stadtdirektors von Hannover, verlor jedoch gegen Heinrich Tramm. Zwei Jahre später kandidierte Lichtenberg 1893 bei den Reichstagswahlen, unterlag jedoch auch hier in der Stichwahl.
Anfang 1895 wurde Lichtenberg für den Landtag der Provinz Hannover gewählt und dort zweiter Schatzrat. Nachfolger für sein ehemaliges Bürgermeisteramt in Linden wurde sein Bruder Karl. „Im Zusammenhang mit dem Ausscheiden in Linden [erhielt Georg Lichtenberg] am 2. April 1895 die Ehrenbürgerwürde verliehen“, als erste und einzige Person von Linden.
1899 wurde Lichtenberg Landesdirektor der hannoverschen Provinzialverwaltung und blieb dies bis zu seinem Tode. Weiterhin war er als Vorsitzender des Niedersächsischen Kanalvereins mit für den Bau des Mittellandkanals verantwortlich.
Lichtenberg verunglückte am 21. Mai 1908 auf einer Dienstreise in Celle durch einen Autounfall. Am damaligen Unglücksort steht heute ein Gedenkstein (Baudenkmal) direkt an der B 191. Sein Grab als Denkmal aus schwarzem Granit findet sich auf dem Stadtfriedhof Engesohde.

## Ehrungen
- 1910 wurde der Wittekindplatz in Linden in Lichtenbergplatz umbenannt.[4]
- Mit der Eingemeindung Lindens im Jahr 1920[5] wurde Lichtenberg posthum zum Ehrenbürger von Hannover ernannt.